# Buick Centieme
El Buick Centieme es un automóvil conceptual creado por la División Buick de General Motors que fue presentado en el North American International Auto Show en 2003 en Detroit. Su estilo sirvió de base para el Buick Enclave y vehículos de producción posteriores.
El nombre proviene de la palabra francesa para "Centésimo", en honor de los 100 años de la Buick Motor Division (similar a lo que sucede con el Cadillac Cien). El Centieme fue similar en tamaño y forma al Rendezvous existente, pero más bajo, más ancho y más largo. Está alimentado por un motor V6 experimental de 400 CV 3.6 L doble turbo acoplado a la transmisión Hydra-Matic 4T65-E de cuatro velocidades.
Todo el interior fue tapizado en cuero de diversos granos y colores. El conjunto de indicadores utiliza aluminio acentuado con madera de fresno insertado. En el interior cuenta con iluminación ambiente. El diseño exterior de Bertone destaca la parte frontal corta y la posterior sobresaliente, montado en ruedas de aluminio de 22 pulgadas, y pintado en tres capas de pintura metálicas.